# Tournoi de tennis de Makarska
Le tournoi de Makarska (Croatie) est un tournoi de tennis féminin du circuit professionnel WTA.
La 1ère édition de l'épreuve a été organisée en 1998. Par la suite, une épreuve du circuit ITF s'est tenue à Makarska durant les années 2000 avec une dotation allant jusqu'à 50 000 $ pour les dernières éditions.
Après une disparition de plus de 20 ans, le tournoi réapparait au calendrier 2022 de la WTA et remplace le tournoi de Bol.

## Palmarès

### Simple
| No | Date       | Nom et lieu du tournoi                         | Catégorie      | Dotation       | Surface        | Vainqueure           | Finaliste               | Score          |                |
| -- | ---------- | ---------------------------------------------- | -------------- | -------------- | -------------- | -------------------- | ----------------------- | -------------- | -------------- |
| #  | 28-07-1997 | , Makarska                                     | ITF            | 75 000 $       | Terre (ext.)   | Mirjana Lučić-Baroni | Sandra Dopfer           | 6-1, 6-4       |                |
| 1  | 13-04-1998 | Makarska International Championships, Makarska | Tier IV        | 107 500 $      | Terre (ext.)   | Květa Hrdličková     | Li Fang                 | 6-3, 6-1       | Tableau        |
| #  | 05-04-1999 | , Makarska                                     | ITF            | 10 000 $       | Terre (ext.)   | Petra Mandula        | Desislava Topalova      | 7-5, 7-5       |                |
|    | 2000-2003  | Pas de tournoi                                 | Pas de tournoi | Pas de tournoi | Pas de tournoi | Pas de tournoi       | Pas de tournoi          | Pas de tournoi | Pas de tournoi |
| #  | 05-04-2004 | , Makarska                                     | ITF            | 10 000 $       | Terre (ext.)   | Lucia Krzelj         | Mervana Jugić-Salkić    | 6-2, 7-5       |                |
| #  | 04-04-2005 | Makarska Open, Makarska                        | ITF            | 10 000 $       | Terre (ext.)   | Sanja Ančić          | Emilie Bacquet          | 6-4, 6-3       |                |
| #  | 03-04-2006 | Makarska Open, Makarska                        | ITF            | 10 000 $       | Terre (ext.)   | Ani Mijačika         | Kristina Andlovic       | 6-4, 7-61      |                |
| #  | 30-04-2007 | Hoteli Makarska Open, Makarska                 | ITF            | 25 000 $       | Terre (ext.)   | Maša Zec Peškirič    | Anastasia Poltoratskaya | 6-3, 6-3       |                |
| #  | 28-04-2008 | Makarska Ladies Open, Makarska                 | ITF            | 50000+H $      | Terre (ext.)   | Stéphanie Vogt       | Anastasia Pivovarova    | 6-2, 6-3       |                |
| #  | 27-04-2009 | Makarska Ladies Open, Makarska                 | ITF            | 50 000 $       | Terre (ext.)   | Tatjana Maria        | Simona Halep            | 6-1, 4-6, 6-4  |                |
|    | 2010-2021  | Pas de tournoi                                 | Pas de tournoi | Pas de tournoi | Pas de tournoi | Pas de tournoi       | Pas de tournoi          | Pas de tournoi | Pas de tournoi |
| 2  | 31-05-2022 | Makarska Open 125, Makarska                    | WTA 125        | 115 000 $      | Terre (ext.)   | Jule Niemeier        | Elisabetta Cocciaretto  | 7-5, 6-1       | Tableau        |
| 3  | 05-06-2023 | Makarska International Championships, Makarska | WTA 125        | 115 000 $      | Terre (ext.)   | Mayar Sherif         | Jasmine Paolini         | 2-6, 7-66, 7-5 | Tableau        |
| 4  | 04-06-2024 | Makarska Open, Makarska                        | WTA 125        | 115 000 $      | Terre (ext.)   | Katie Volynets       | Mayar Sherif            | 3-6, 6-2, 6-1  | Tableau        |
| 5  | 02-06-2025 | Makarska Open, Makarska                        | WTA 125        | 115 000 $      | Terre (ext.)   | Sára Bejlek          | V. Jiménez Kasintseva   | 6-0, 6-1       | Tableau        |

### Double
| No | Date       | Nom et lieu du tournoi                        | Catégorie      | Dotation       | Surface        | Vainqueures                          | Finalistes                           | Score            |                |
| -- | ---------- | --------------------------------------------- | -------------- | -------------- | -------------- | ------------------------------------ | ------------------------------------ | ---------------- | -------------- |
| 1  | 13-04-1998 | Makarska International Championships Makarska | Tier IV        | 107 500 $      | Terre (ext.)   | Tina Križan Katarina Srebotnik       | Evgenia Kulikovskaya Karin Kschwendt | 7-6, 6-1         | Tableau        |
|    | 1999-2021  | Pas de tournoi                                | Pas de tournoi | Pas de tournoi | Pas de tournoi | Pas de tournoi                       | Pas de tournoi                       | Pas de tournoi   | Pas de tournoi |
| 2  | 31-05-2022 | Makarska Open 125 Makarska                    | WTA 125        | 115 000 $      | Terre (ext.)   | Dalila Jakupović Tena Lukas          | Olga Danilović Aleksandra Krunić     | 5-7, 6-2, [10-5] | Tableau        |
| 3  | 05-06-2023 | Makarska International Championships Makarska | WTA 125        | 115 000 $      | Terre (ext.)   | Ingrid Neel Wu Fang-hsien            | Anna Sisková Renata Voráčová         | 6-3, 7-5         | Tableau        |
| 4  | 04-06-2024 | Makarska Open Makarska                        | WTA 125        | 115 000 $      | Terre (ext.)   | Sabrina Santamaria Iryna Shymanovich | Nao Hibino Oksana Kalashnikova       | 6-4, 3-6, [10-6] | Tableau        |
| 5  | 02-06-2025 | Makarska Open Makarska                        | WTA 125        | 115 000 $      | Terre (ext.)   | Jesika Malečková Miriam Škoch        | Oksana Kalashnikova Elena Pridankina | 2-6, 6-3, [10-4] | Tableau        |